# Canterò di me/Tunisia
Canterò di me/Tunisia è un singolo del cantautore Ricky Tamaca pubblicato nel 1981.

## Descrizione
Il disco contiene due tracce di cui la seconda intitolata Tunisia parla del sentimento profondo che Tamaca prova nei confronti dell'omonima nazione del Nord Africa. Il disco è stato pubblicato nel 1981 con la casa discografica F1 Team. Entrambe le tracce sono state scritte e composte anche insieme a Pinuccio Pirazzoli e sono state in seguito incluse nel secondo album intitolato Ricky Tamaca.

## Tracce
1. Canterò di me - 3:52 (P.Pirazzoli, R.Tammaccaro, C.Zavaglia)
2. Tunisia - 4:32  (P.Pirazzoli, S.Fossati, R.Tammaccaro)